# Trayning Shire
Trayning Shire är en kommun i Australien. Den ligger i delstaten Western Australia, omkring 210 kilometer nordost om delstatshuvudstaden Perth. Antalet invånare var 350 vid folkräkningen 2016.
Följande samhällen finns i Trayning:
- Trayning
- Yelbeni